# Habicht
Habicht er et bjerg i Stubaier Alperne i Østrig, der ligger mellem Stubaital og Gschnitztal. Habicht betyder duehøg på tysk. Længe troede de lokale indbyggere at bjerget var det højeste i Tyrol, på grund af primærfaktoren over de omliggende bjerge, men det højeste bjerg i Stubaier Alperne, Zuckerhütl er 230 meter højere end Habicht.
Der er tre gletsjere på Habicht: På nordsiden ligger Mischbachferner, mod nordøst , den lille Pinnisferner, og på den sydøstlige side ligger Habichtferner.